# Suck (film)
Pour les articles homonymes, voir Suck.
Pour plus de détails, voir Fiche technique et Distribution.
Suck ou Rockeurs dans le sang au Québec, est un film canadien réalisé par Rob Stefaniuk (en) en 2009.

## Fiche technique
- Titre : Suck
- Réalisation : Rob Stefaniuk
- Scénario : Rob Stefaniuk
- Musique : John Kastner, Chris Phillips et Mathias Schneeberger
- Photographie : D. Gregor Hagey
- Montage : Michele Conroy
- Production : Robin Crumley et Jeff Rogers
- Société de production : Capri Films, Téléfilm Canada, NBC Universal Television Distribution, The Movie Network, Movie Central et KCUS Productions
- Pays :  Canada
- Genre : Comédie horrifique, fantastique et film musical
- Durée : 91 minutes
- Dates de sortie : 
  -  Canada : 11 septembre 2009 (festival international du film de Toronto)

## Distribution

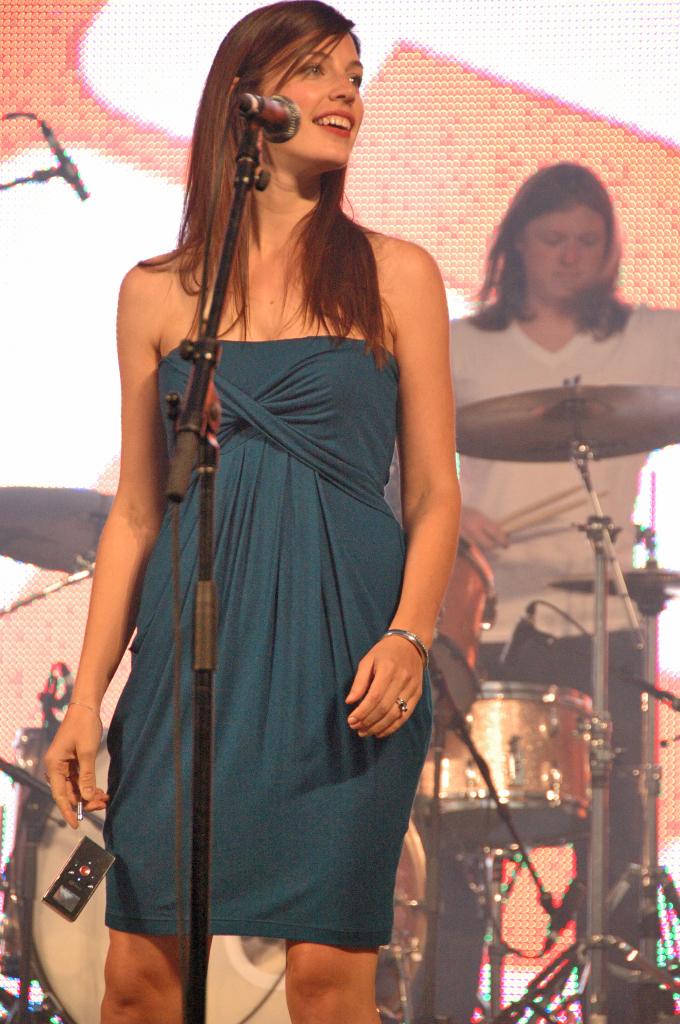
L'actrice principale Jessica Paré à la première du film au Toronto International Film Festival 2009.

- Rob Stefaniuk (V.Q. : Nicolas Charbonneaux-Collombet) : Joey
- Jessica Paré (V.Q. : Catherine Proulx-Lemay) : Jennifer
- Paul Anthony (V.Q. : Martin Watier) : Tyler
- Mike Lobel (V.Q. : Hugolin Chevrette) : Sam
- Chris Ratz (V.Q. : Nicholas Savard L'Herbier) : Hugo
- Alice Cooper (V.Q. : Sylvain Hétu) : le barman
- Moby : Beef
- Henry Rollins (V.Q. : Tristan Harvey) : Rockin' Roger
- Iggy Pop (V.Q. : Benoit Rousseau) : Victor
- Dimitri Coats (V.Q. : Patrice Dubois) : Queeny
- Dave Foley (V.Q. : Gilbert Lachance) : Jeff
- Malcolm McDowell (V.Q. : Guy Nadon) : Van Helsing
- Barbara Mamabolo : Danielle
- Nicole de Boer : Susan
- Danny Smith : Jerry

Source et légende : Version québécoise (V.Q.) sur Doublage Québec.